# Legends of the Ring Boxing
Boxing Legends of the Ring, i Japan känt som ファイナルノックアウト (Final Knockout?)) och i Mexiko kallat Chavez II är ett proffsboxningsspel utgivet till Sega Mega Drive och SNES. Spelet är namngivet efter boxningstidningen The Ring, och bland figurerna finns bland andra: Sugar Ray Leonard, Roberto Durán, Thomas Hearns, James Toney, Marvin Hagler, Jake LaMotta, Sugar Ray Robinson och Rocky Graziano.

### Fotnoter
1. 1 2 3 4 5  ”Release information”. GameFAQs. Arkiverad från originalet den 19 maj 2009. https://web.archive.org/web/20090519062211/http://www.gamefaqs.com/console/snes/data/563526.html. Läst 1 maj 2014.
2. 1 2 3  ”Advanced game overview”. MobyGames. http://www.mobygames.com/game/snes/boxing-legends-of-the-ring. Läst 1 maj 2014.
3. ↑  ”Sega Mega Drive release information”. GameFAQs. Arkiverad från originalet den 2 maj 2014. https://web.archive.org/web/20140502004659/http://www.gamefaqs.com/genesis/586072-boxing-legends-of-the-ring/data. Läst 1 maj 2014.
4. ↑  ”japansk titel”. SuperFamicom.org. http://superfamicom.org/info/the-ring-final-knockout. Läst 1 maj 2014.